# Iretjekovo
Iretjekovo (bulgariska: Иречеково) är ett distrikt i Bulgarien.   Det ligger i kommunen Obsjtina Straldzja och regionen Jambol, i den östra delen av landet, 280 km öster om huvudstaden Sofia.
Trakten runt Iretjekovo består till största delen av jordbruksmark. Runt Iretjekovo är det ganska glesbefolkat, med 23 invånare per kvadratkilometer.